# Russelia staleyae
Russelia staleyae är en grobladsväxt som beskrevs av Carlson. Arten ingår i släktet Russelia och familjen grobladsväxter. Inga underarter finns listade i Catalogue of Life.